# Lunigiana
Lunigiana es un territorio histórico de Italia subdividido entre el norte de Toscana y la Liguria y extendiéndose a lo largo del río Magra en las actuales provincias de La Spezia y Massa-Carrara. 

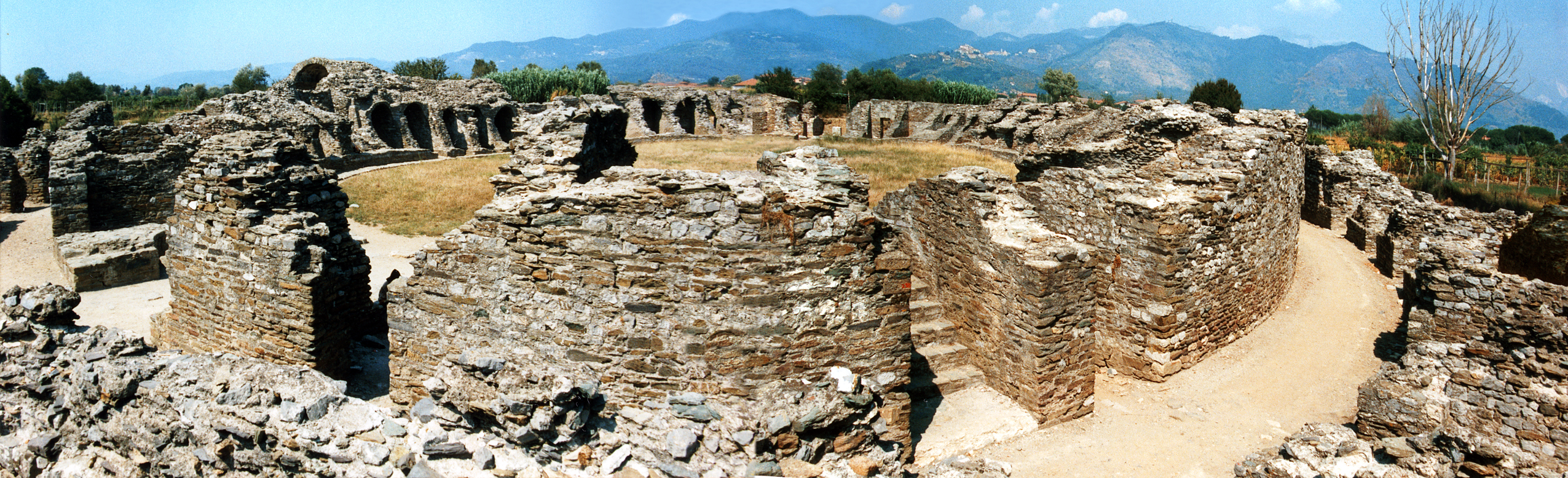
Anfiteatro de Luni

## Límites
Sus límites derivan originariamente de un antiguo asentamiento romano y más tarde del establecimiento de la diócesis medieval de Luni. Cubre un área de los Alpes Apuanos y desde los Apeninos al río Magra. 

## Etimología
Toma el nombre de Luni, población conocida desde tiempos etruscos que se convirtió en un importante centro urbano de la costa norte toscana. Se dice que el nombre del pueblo se refiere a la Luna, cuerpo celeste cuya belleza resalta con los Apeninos. Otros mantienen que el nombre del pueblo se debe a que los habitantes de Luni rendían culto a la Luna. 

## Población
Los primeros habitantes de Lunigiana fueron los Apuani en las partes altas y los etruscos en la costa.
Sus principales localidades son Castelnuovo Magra, Sarzana o Pontremoli.